# Jovan Krkobabić
Jovan Krkobabić, cyr. Јован Кркобабић (ur. 27 lutego 1930 w Koljane, zm. 22 kwietnia 2014 w Belgradzie) – serbski polityk i przedsiębiorca, wicepremier i parlamentarzysta, przewodniczący Partii Zjednoczonych Emerytów Serbii (PUPS).

## Życiorys
Absolwent Wydziału Nauk Politycznych Uniwersytetu w Belgradzie. Na tej samej uczelni uzyskał magisterium i stopień naukowy doktora. Przez 18 lat pracował w instytucie nauk jądrowych. Założył fundusz emerytalno-rentowy dla osób samozatrudniających się.
Został przewodniczącym stowarzyszenia zrzeszającego emerytów oraz Partii Zjednoczonych Emerytów Serbii. W 2007 ugrupowanie to w koalicji z socjaldemokratami nie weszło do parlamentu. W 2008 Jovan Krkobabić uzyskał mandat poselski w ramach bloku swojej partii z socjalistami, jako najstarszy deputowany otwierał obrady Zgromadzenia Narodowego Republiki Serbii. Również w 2008 objął urząd wicepremiera w rządzie Mirka Cvetkovica. W 2012 z powodzeniem ubiegał się o poselską reelekcję. W utworzonym w tym samym roku gabinecie Ivicy Dačicia utrzymał stanowisko wicepremiera, został również ministrem pracy, zatrudnienia i polityki społecznej. W 2014 po raz kolejny dostał się do Skupsztiny. Zmarł 22 kwietnia tegoż roku.
Był ojcem Milana Krkobabicia i dziadkiem Stefana Krkobabicia.